# Kutnowski
Kutnowski là một huyện thuộc tỉnh Łódzkie của Ba Lan. Huyện có diện tích 887 km². Đến ngày 1 tháng 1 năm 2011, dân số của huyện là 101279 người và mật độ 114 người/km².